# Epichrysoatomus
Epichrysoatomus is een geslacht van vliesvleugeligen uit de familie Eulophidae. De wetenschappelijke naam van dit geslacht is voor het eerst geldig gepubliceerd in 1916 door Girault.

## Soorten
Het geslacht Epichrysoatomus is monotypisch en omvat slechts de volgende soort:
- Epichrysoatomus unfasciatipennis Girault, 1916